# Cruzville
Cruzville è un census-designated place (CDP) degli Stati Uniti d'America della contea di Catron nello Stato del Nuovo Messico. La popolazione era di 72 abitanti al censimento del 2010. Situata 9 miglia (14 km) a nord-est di Reserve, si trova all'interno dell'Apache National Forest.

## Geografia fisica
Secondo lo United States Census Bureau, il CDP ha una superficie totale di 6,61 km², dei quali 6,61 km² di territorio e 0 km² di acque interne (0,04% del totale).

## Società

### Evoluzione demografica
Secondo il censimento del 2010, la popolazione era di 72 abitanti.

### Etnie e minoranze straniere
Secondo il censimento del 2010, la composizione etnica del CDP era formata dal 97,22% di bianchi, lo 0% di afroamericani, l'1,39% di nativi americani, lo 0% di asiatici, lo 0% di oceanici, lo 0% di altre razze, e l'1,39% di due o più etnie. Ispanici o latinos di qualunque razza erano il 25% della popolazione.